# Константінас Боґданас
Константінас Боґданас (лит. Konstantinas Bogdanas; 4 лютого 1926 містечко Жеймяй, Литва — 26 вересня 2011, Литва) — литовський скульптор, графік, доктор мистецтвознавства (1956), професор (1975).

## Біографія

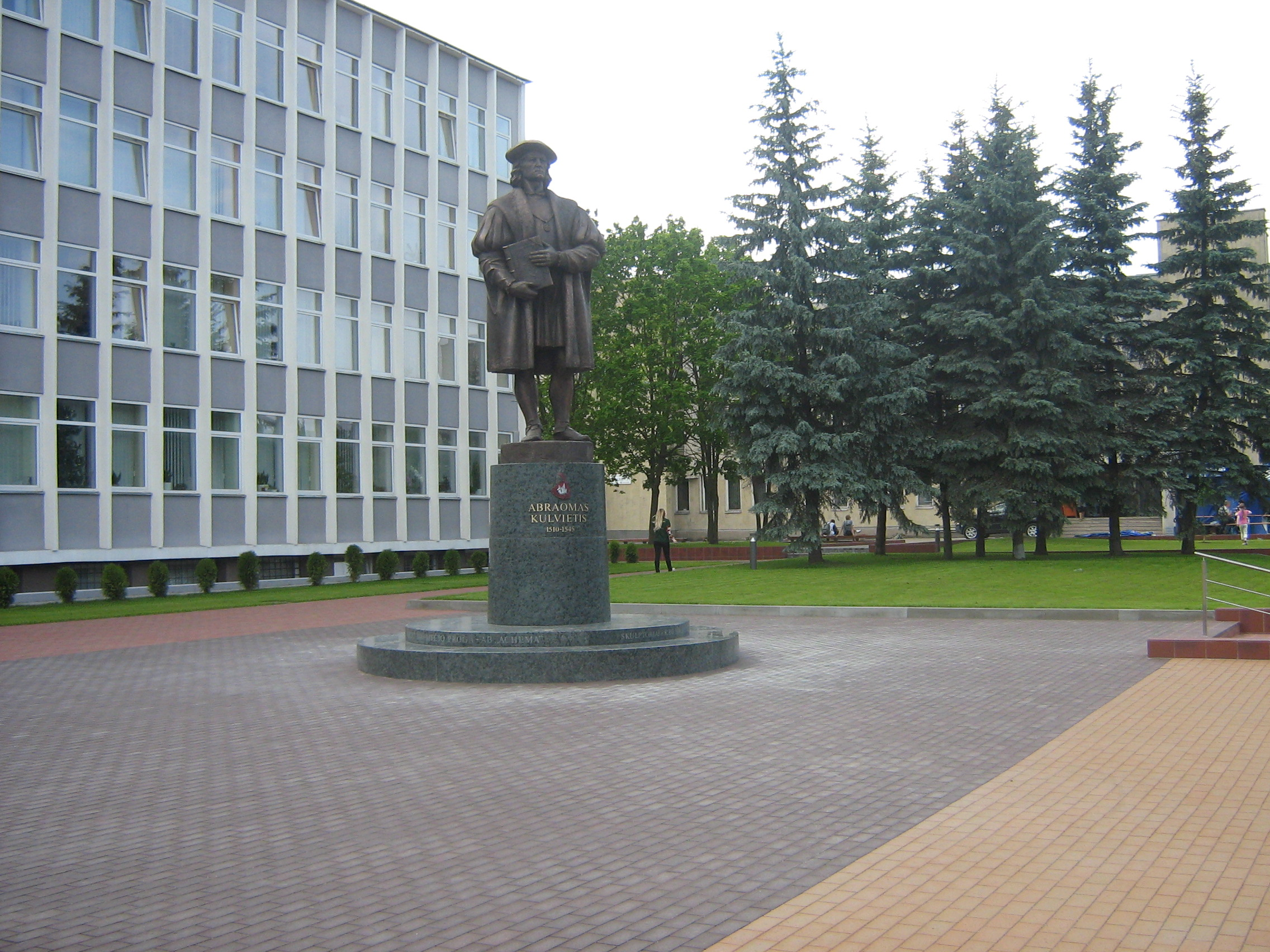
Пам'ятник Абраомасу Кульветісу в Йонаві

Навчався в учительській семінарії в Паневежисі (1944–1945). У 1944 році вступив добровольцем до місцевого легіону генерала Повіласа Плехавічюса в Маріямпольське військове училище.
Працював учителем у каунаських гімназіях (1947–1951) і Каунаській учительській семінарії. У Каунаському державному художньому інституті прикладного та декоративного мистецтва навчався у Робертаса Антініса, Юозаса Мікенаса, Бронюса Пундзюса (1945–1951). Потім займався в аспірантурі Інституту живопису, скульптури та архітектури імені І. Ю. Рєпіна Академії мистецтв (1953–1956). Член Спілки художників Литви (з 1952), в 1956–1982 — відповідальний секретар правління, заступник голови, в 1982–1987 — голова.
Одночасно в 1951–1993 роках у Вільнюському художньому інституті (нині Вільнюська художня академія) викладач, доцент, професор; завідувач кафедри скульптури (1959–1988), проректор (1962–1969). У 1986–1995 роках — професор-консультант Вільнюської художньої академії.
Канцлер ордена Святого Казимира, член і почесний член різних організацій в Литві.

## Творчість
У післявоєнні роки написав понад 10 картин для костелів Литви.
У виставках бере участь з 1951 року. Скульптурні роботи експонувалися на виставках у Вільнюсі, Ризі, Гельсінкі, Софії, Белграді, Відні, Пекіні, також в містах Естонії, Польщі, Німеччини, США.
Публікував вірші. Автор багатьох статей з питань мистецтва і культури у пресі Литви та інших країн, а також мистецтвознавчих праць:
- Rusų skulptorius R. R. Bachas (монографія; 1954)
- Скульптор Юозас Мікенас (монографія; 1961),
- Мистецтво Литви (у співавторстві зі Світланою Червоною, 1972)

## Нагороди та звання
- Заслужений діяч мистецтв Литви (1963),
- За рішенням ради Йонавського району від 4 серпня 2000 скульптору присвоєно звання почесного громадянина району.